# Silvio Pagano
Silvio Pagano (* 12. September 1985 in Wuppertal) ist ein italienischer Fußballspieler. Er steht seit 2016 beim Viertligisten Wuppertaler SV unter Vertrag.

## Karriere
Im Alter von 18 Jahren begann Pagano seine Karriere bei der zweiten Mannschaft des 1. FC Köln. Von dort wurde er 2006 für ein halbes Jahr an den FC Carl Zeiss Jena ausgeliehen, für den er in der Saison 2006/07 sechs Spiele in der 2. Bundesliga absolvierte. In der ersten Jahreshälfte 2007 folgte eine weitere Ausleihe zur SSVg Velbert in die Oberliga Nordrhein. In der Sommerpause 2007 verließ Pagano Köln endgültig und wechselte in die Regionalliga Nord zum SC Verl. Zur Saison 2008/09 wechselte er zu Rot-Weiss Essen in die neue Regionalliga West, ein Jahr später schloss er sich dem Ligakonkurrenten Sportfreunde Lotte an. Zur Spielzeit 2010/11 wechselte Pagano zum Drittligaabsteiger Wuppertaler SV Borussia. Im Sommer 2011 unterzeichnete er einen Vertrag für die Regionalliga West beim SC Fortuna Köln, für den er mit 16 Toren in 33 Einsätzen in seiner ersten Saison bester Kölner Torschütze war. Mit der Fortuna scheiterte er in der Saison 2012/13 als Tabellenzweiter knapp am Aufstieg in die 3. Liga. Daraufhin wechselte er zum Ligakonkurrenten FC Viktoria Köln. Mit dem Titelkandidaten scheiterte Pagano in der Spielzeit 2013/14 erneut am Aufstieg, stattdessen holte sein Ex-Verein Fortuna die Meisterschaft. Im Sommer 2015 gab der Oberligist KFC Uerdingen 05 die Verpflichtung Paganos bekannt, ein Jahr darauf wechselte er zurück zum Wuppertaler SV.